# Cerataulina ensiformis
Cerataulina ensiformis är en tvåvingeart som beskrevs av Mitsuhiro Sasakawa 2003. Cerataulina ensiformis ingår i släktet Cerataulina och familjen lövflugor.
Artens utbredningsområde är Laos. Inga underarter finns listade i Catalogue of Life.